# Albiorix chilensis
Albiorix chilensis är en spindeldjursart som först beskrevs av Edvard Ellingsen 1905.  Albiorix chilensis ingår i släktet Albiorix och familjen Ideoroncidae. Inga underarter finns listade i Catalogue of Life.